# Brás (distretto di San Paolo)
Brás è un distretto (distrito) della zona centrale di San Paolo in Brasile, situato nella subprefettura di Mooca. 

## Storia
Il nome Brás deriva dal proprietario del terreno in cui si formò il quartiere, chiamato José Brás, che divenne un benefattore.
Nella seconda metà del XVIII secolo, sui terreni di Brás fu costruita la chiesa del Senhor Bom Jesus de Matosinhos, attorno alla quale si formò l'insediamento. Nel 1769, il consiglio comunale menzionò ufficialmente il nome di José Brás quando ordinò la costruzione di "ponti tra la strada di José Brás e la fattoria di Nicolau". Non si conosce il destino della costruzione iniziale, poiché il 5 aprile 1800 la Camera ecclesiastica di San Paolo ricevette la richiesta del tenente colonnello José Correia de Morais di costruire una cappella al Signore Bom Jesus de Matosinhos.
La dedicazione fu la ricostruzione della cappella originale. L'8 giugno 1818, la cappella fu elevata a parrocchia per decreto del re Giovanni VI. I suoi confini erano: a nord il fiume Tietê, a sud São Bernardo, a est la parrocchia di Penha de França e a ovest la Cattedrale. L'imperatrice Teresa Cristina soggiornò nel 1846 in una casa di città situata in Largo do Brás e all'epoca si propose di installare sei lanterne nella parrocchia di Brás.
Vi erano alcune aziende agricole che producevano vini, liquori e birre, oltre a fabbriche di staffe e secchi e laboratori di sellai. Il 1º gennaio 1874, il Correio Paulistano annunciò che presso l'Estabelecimento Hortículo de São Paulo di J. Joly erano in vendita piantine di Eucalyptus glóbulos.
Tuttavia, altri autori attribuiscono un'origine diversa al nome Brás. Paulo Cursino de Moura (1897-1943) sostiene che la zona prese il nome da Brazílio de Aguiar Castro, proprietario della Chácara do Ferrão, che ereditò dalla madre, Domitila de Castro Canto e Melo (1797-1867), marchesa di Santos, che a sua volta la ricevette in eredità alla morte del marito, il brigadiere Tobias (1795-1857). 
Brás si sviluppò intorno alla chiesa di Bom Jesus do Brás e, fino all'inizio del XX secolo, era divisa in due quartieri distinti: Brás (più vicino all'attuale centro di São Paulo) e Marco (abbreviazione di Marco de Meia Légua), che si trovava nell'area dove oggi c'è la stazione della metropolitana Bresser-Mooca.
All'inizio del XX secolo, divenne un quartiere di riferimento per la comunità italiana (che celebrava le feste di Nostra Signora di Casaluce e di San Vito), per la comunità greca (con la chiesa greco-ortodossa), per la comunità armena, con una forte presenza di industrie (soprattutto nei pressi della ferrovia) e di segherie (zona di via Gasômetro).
Nel corso del tempo, queste caratteristiche sono cambiate, con un aumento del numero di nordestini nella zona vicino a Largo da Concórdia, dove operava il capolinea della Ferrovia Central do Brasil.
Oggi è un quartiere essenzialmente incentrato sull'industria e sul commercio di abbigliamento, con una forte enfasi sulla vendita all'ingrosso di jeans e sulla moda per bambini, oltre a una grande concentrazione di negozi specializzati nella vendita di corredini e prodotti per donne incinte e neonati. Vi è una forte presenza di comunità coreane e boliviane. Ci sono anche molti negozi popolari, soprattutto nelle vie Rangel Pestana e Celso Garcia, che sono le vie tradizionali per i residenti della Zona Est che lavorano nel centro della città.

## Trasporti
Il quartiere è servito dalla Linea 3 Rossa della Metropolitana di San Paolo e dalle linee 10, 11, 12 e 13, con il servizio Expresso Aeroporto (solo in direzione Guarulhos-Luz).